# 教宗座驾

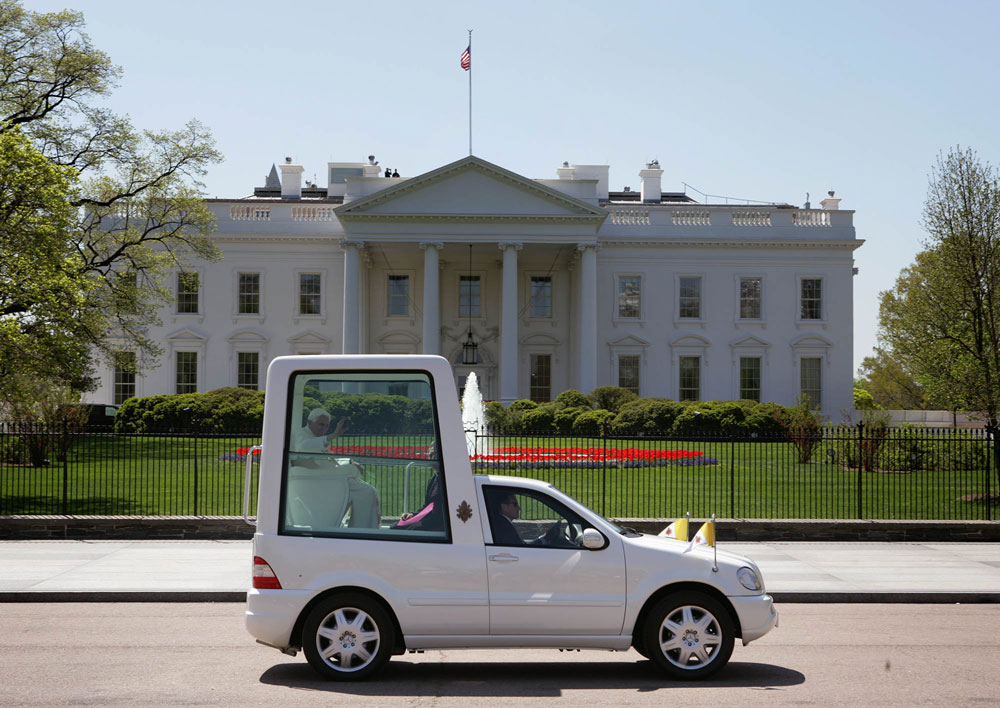
本笃十六世在教宗座驾内经过美国华府白宫

教宗座驾（Popemobile）是對教宗在户外公共场合乘坐而特别设计的机动车的俗稱，可被視為是現代化的教宗御轎。为了讓教宗在出席公開活動時更容易被民眾看见，每台教宗座驾經過特殊設計。若望·保禄二世首次以教宗身份访问波兰时，坐在經過改装的卡车上欢迎人群，此后就有了许多不同式样的教宗座驾。
一些教宗座驾是敞篷的，而另一些则有防弹玻璃包围着教宗。有的能让教宗坐下，而另一些则设计能讓教宗站着。各台教宗座驾的設計均切合不同場合的不同需要，罗马教廷會視乎各種因素選擇使用哪一台車，包括保安级别、路程长短、行車速度以及教宗個人意願等因素。教宗座驾的车牌是「SCV 1」，其中的「SCV」是梵蒂冈城国的意大利文名稱的縮寫。

## 图片集

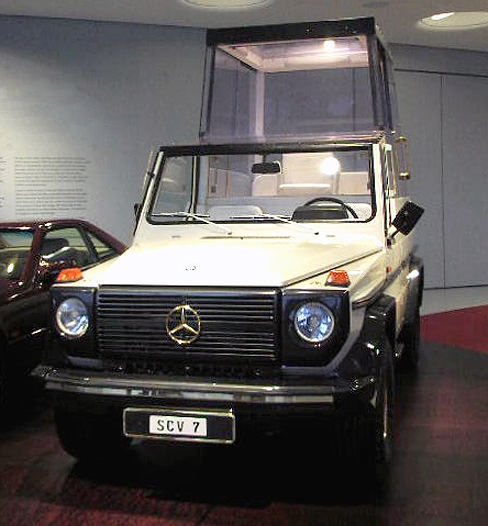
Mercedes-Benz 230 G 教宗座驾
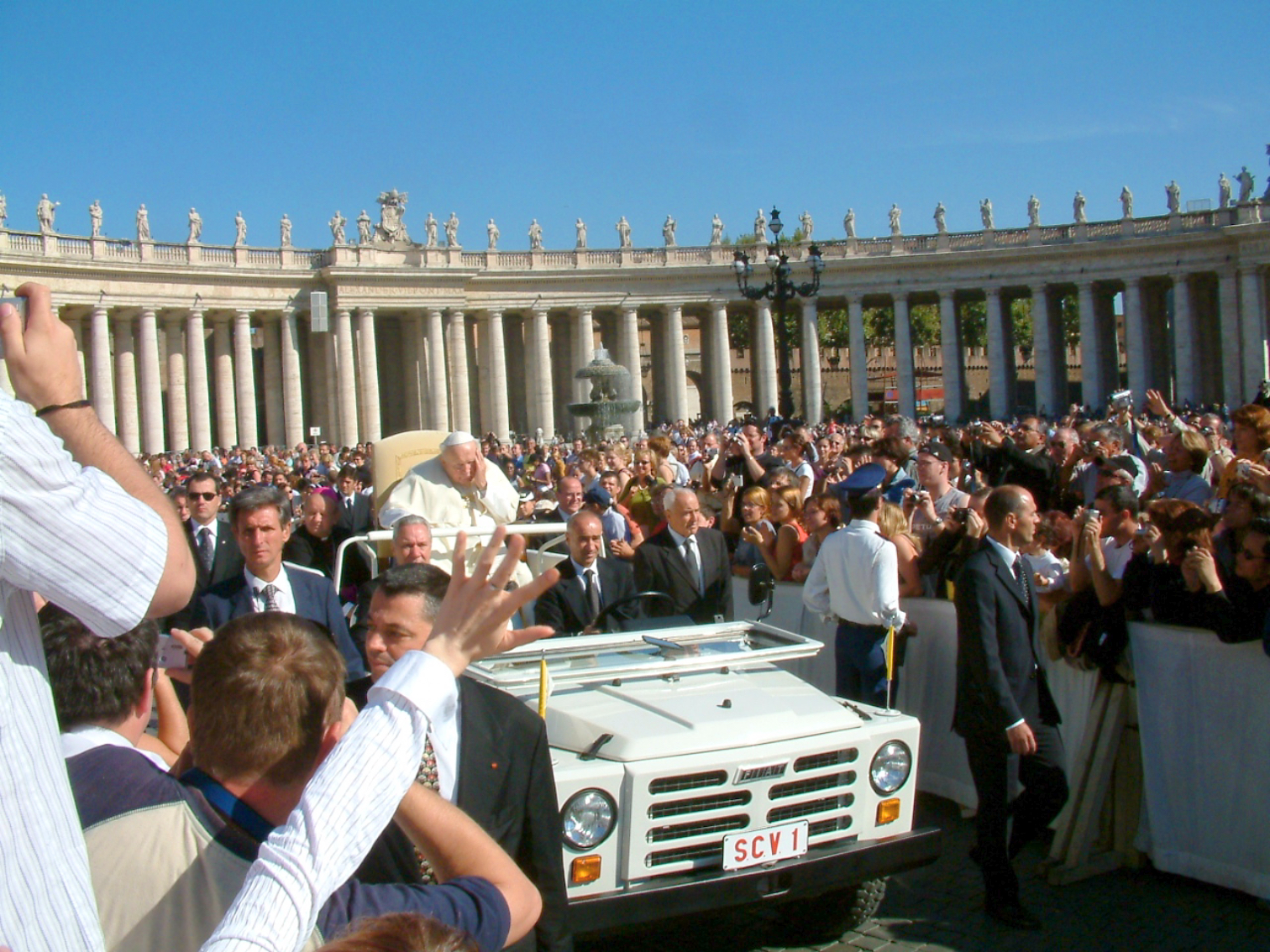
若望·保禄二世2004年在圣伯多禄广场坐在菲亚特生产的Fiat Campagnola教宗座驾内
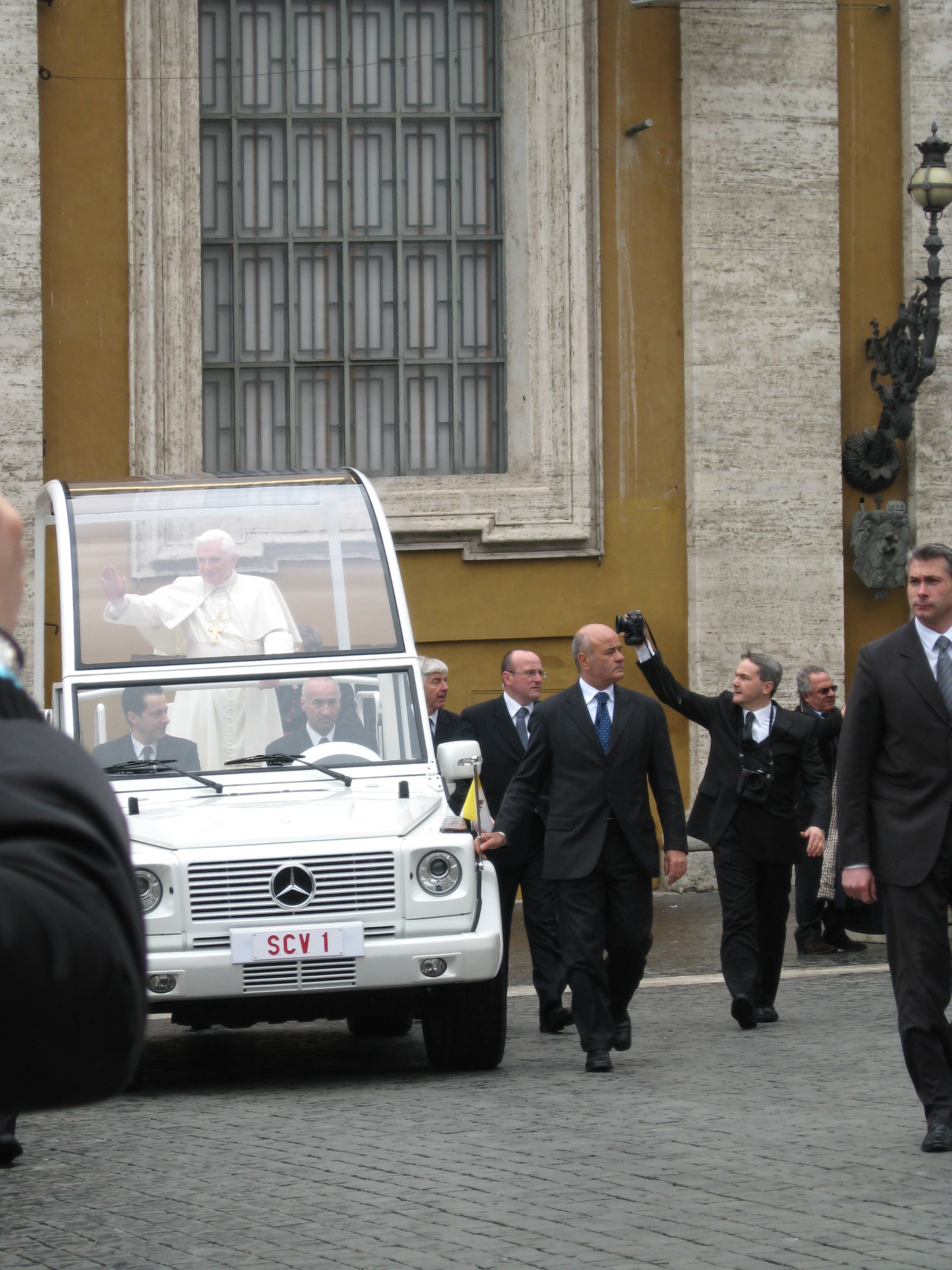
本笃十六世在教宗座驾内
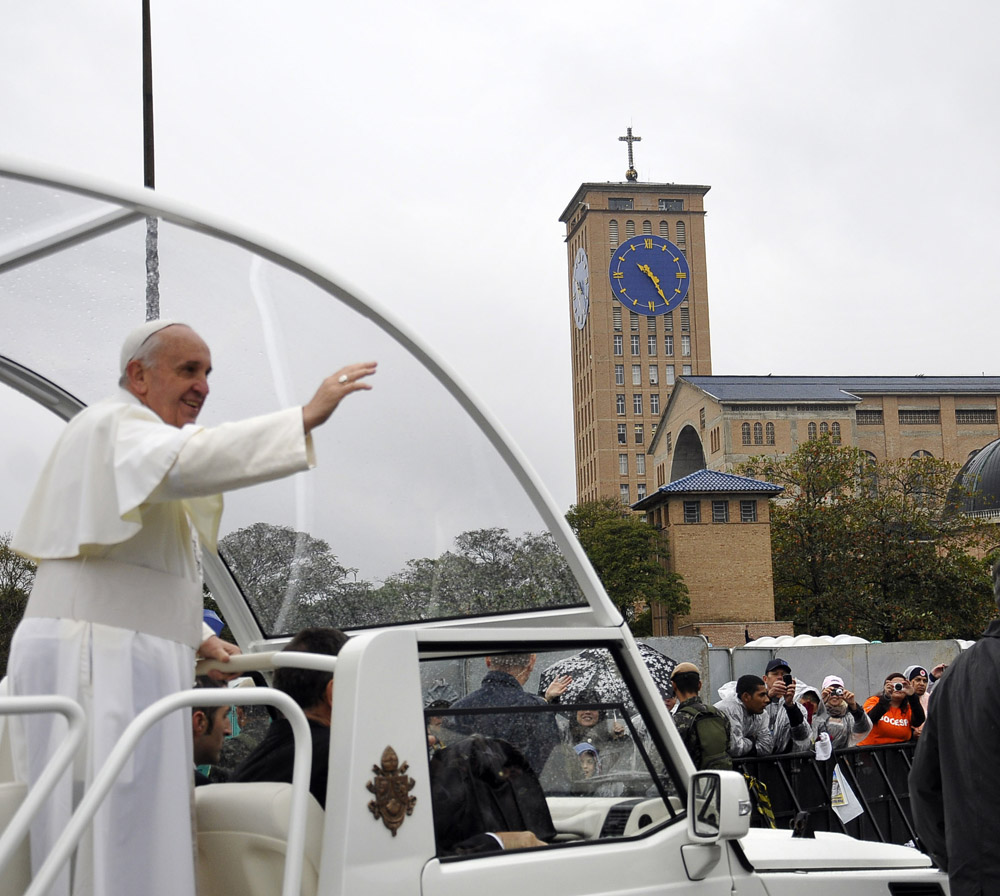
教宗方濟各在2013年進行巴西國是訪問期間，乘坐教宗坐駕造訪阿帕雷西達朝聖地